# Аннаев, Егор Никитич
Егор Никитич Аннаев (1826—1903) — купец 1-й гильдии, гласный Самарской городской думы. Задумал и профинансировал строительство Самарской кирхи. Почётный гражданин Самары и член губернской земской управы.

## Биография

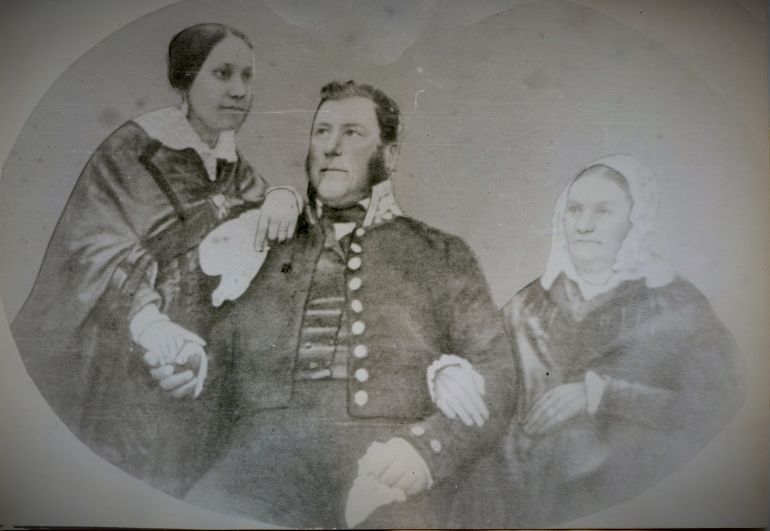
Иван Макке со своей первой женой Екатериной (сестра Егора Аннаева), слева и тёщей (фото 1840-е годы — дагеротипия).

Егор Аннаев родился 11 (23) апреля 1826 года в Астрахани в многонациональной семье, в четыре года остался сиротой. Его дед — Христофор Фабрициус, немец по происхождению, был поданным Российской империи. Он женился на польке, и в браке родилась дочь Мария. Она вышла замуж за армяно-католика Никиту Аннаева. В их браке родилось пятеро детей, Мария умерла во время родов пятого ребенка. А сам Никита Аннаев умер в 1830 году от холеры. Заботиться о детях стал их дед Христофор Фабрициус, который в то время работал соляным приставом. В 1833 году он умер, и Егор Аннаев переехал жить к дальним родственникам. Там он обучался портняжному делу, но сама обстановка в доме была достаточно тяжелой. Его старшая сестра Елизавета вышла замуж и переехала жить в Саратов, забрав вместе с собой двух младших сестёр. Другая сестра — Екатерина (1820—1848), вышла замуж в 16 лет за владельца сети виноторговых лавок Ивана Ивановича Макке (1800—1862) и переехала в Симбирск.

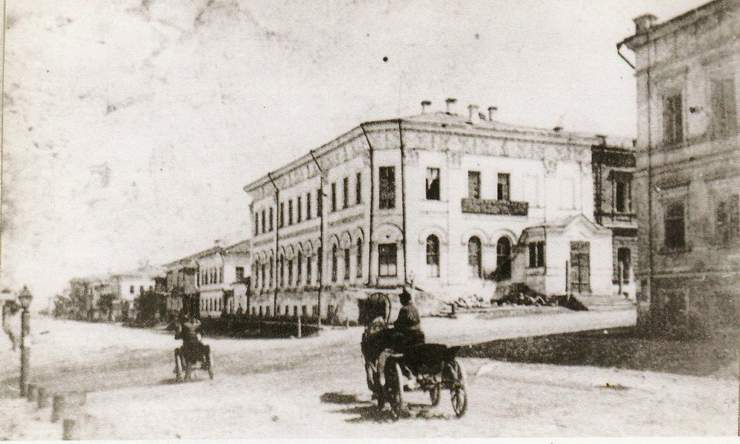
Дом купца И. И. Макке, в котором было размещено резиденция первого самарского губернатора, а в 1880 году открыто Самарское реальное училище.

Екатерина уговорила мужа Ивана Ивановича взять брата Егора к себе, тогда ему было 11 лет. У мальчика было очень плохое качество образования, но он самостоятельно это исправил, начав много читать. В 1843 году Иван Макке приобрёл у симбирских дворян Ермоловых огромный сад. В 1847 году увлечённый садовым искусством Егор Аннаев по собственному проекту выстроил в саду оранжерею с двумя террасами. Здесь круглый год выращивались саженцы, овощи, фрукты и экзотические цветы. Здесь всегда можно было заказать и приобрести фрукты, ягоды, цветы и арендовать помещение отапливаемой оранжереи для проведения экзотического застолья. «Макин сад» сделался одной из главных городских достопримечательностей. 
В 1848 году Макке отправил Аннаева в Самару на должность приказчика одной из винных лавок. В день его приезда в городе случился большой пожар, дом Макке сгорел полностью. Купец поручил Аннаеву руководить строительством нового каменного дома, оно началось в мае 1850 г. В июне почти готовое здание снова пострадало в пожаре — сгорели стропила, крыша, балки, но каменные стены сохранились. В декабре строительство было закончено, и когда императором был подписан указ об учреждении Самарской губернии, правительственная комиссия выбрала дом Макке для расположении резиденции первого самарского губернатора Степана Волховского. Здесь же 1 января 1851 года состоялась торжественная церемония по случаю учреждения Самарской губернии.

В конце 1851 года Иван Макке передал Егору Аннаеву всю свою самарскую торговлю: винный магазин в самом городе, а также магазины в Саратове, Оренбурге и Бузулуке. Аннаев принимает решение открыть в Самаре своё дело — бакалейный магазин. С 1 января 1852 года он — купец 3-й гильдии. В то же время Аннаев начал строительство винно-водочного завода на углу улиц Заводской и Николаевской (нынешние улицы Венцека и Чапаевская). До 1926 года улица Венцека называлась Заводской именно в честь этого завода. Вскоре его винные магазины открылись также в Оренбурге и в Саратове. Затем он открыл мельницу и пекарню. К 1862 году Аннаев владел целым рядом доходных заведений, в том числе мельницей, пекарней, рестораном на улице Соборной (ныне Молодогвардейская) и гостиницей на Алексеевской площади (современная площадь Революции). Там же в 1856 г. купец строит собственный дом. В это же время он становится купцом 2-й гильдии и открывает первую в Самаре книжную лавку, в которой можно купить картины, географические карты, книги. На своем земельном участке, Егор Аннаев строит дополнительные помещения, которые хочет сдавать в наем, а также обустраивает территорию — теперь там есть пруды и яблоневый сад.

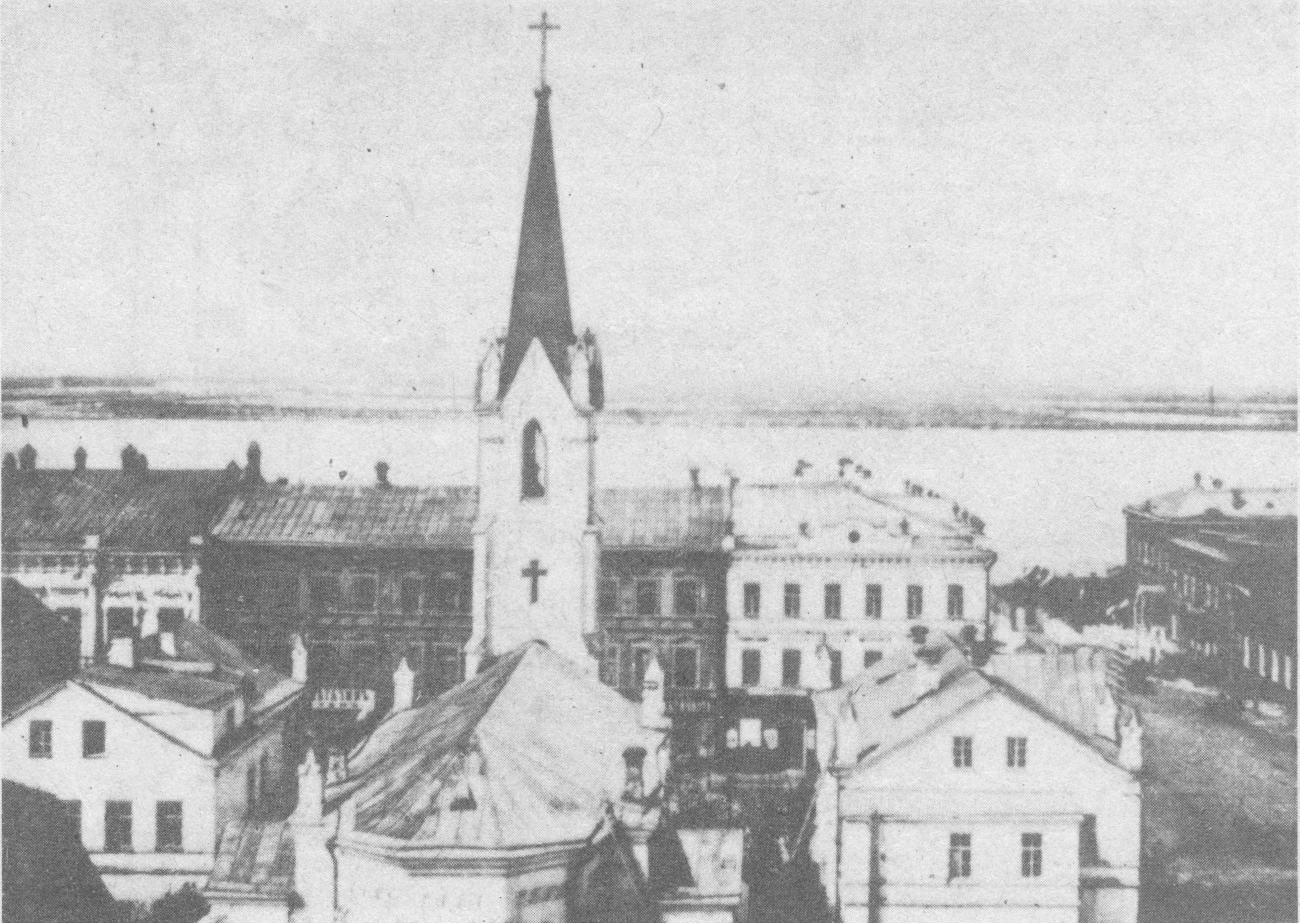
Кирха построенная на средства Аннаева (начало XX века).

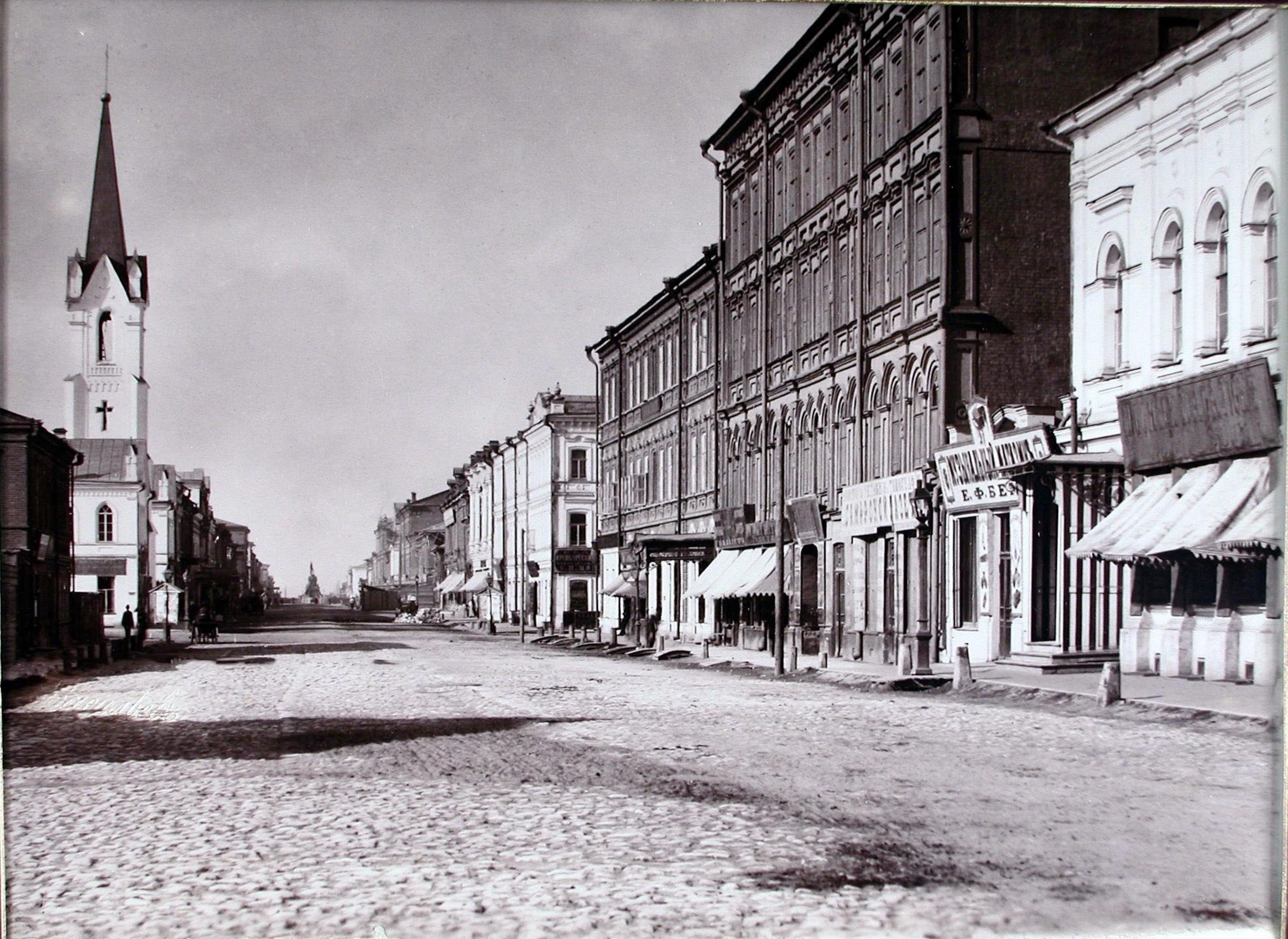
Кирха на Дворянской улице.

В конце 1858 года Егор Аннаев занялся благотворительной деятельностью. Он написал губернатору прошение о выдачи разрешения на постройку в Самаре католической церкви за свой собственный счёт и в 1861 году получил разрешение на это. Строительство началось в 1862 году на Дворянской улице (ныне улица Куйбышева) в память о почившем Иване Ивановиче Макке, и было построено в 1865 году и было освящено как евангелическо-лютеранский храм — Церковь Святого Георга .
В 1862 году он стал путешествовать по Европе, и именно во время путешествия ему пришла идея открыть в своем городе кумысолечебное заведение. Оно было открыто 12 мая 1863 года на берегу Волги в урочище Вислый Камень (нынешняя улица Челюскинцев) и получило известность как «Аннаевская дача». Стоимость строения составляла примерно 70 тысяч рублей. Оно состояло из трех этажей с террасами. На даче постоянно устраивались концерты, спектакли, городская элита постоянно его посещала. Среди посетителей был и цесаревич Николай Александрович. Егор Аннаев был владельцем дачи свыше 20 лет.
Был гласным городской думы на протяжении 4 лет. Кроме того, в разные годы был членом губернской земской управы, товарищем директора общественного банка, товарищем председателя Самарского управления общества Красного Креста.
Стал купцом 1-й гильдии.
В 1878 году ему было присвоено звание Почётного гражданина Самары.
Принимал участие в благоустройстве Струковского сада и Алексеевского сквера.
Умер 6 (19) августа 1903 года, заниматься его делом продолжил сын Павел. Он стал хозяином гостиницы «Европейская» на Алексеевской площади, 97. Второй сын — Владимир, погиб в 1914 году на фронте в звании капитана.

## Семья
Первый раз Егор взял в жёны девушку из Москвы, которая, как он узнал уже после свадьбы, была нездорова психически. В этом браке родился сын. Он был от рождения глухонемым и прожив до 9 лет в доме отца, после был отправлен в специальную школу для глухонемых в Москве. Аннаев же решил жениться снова.
В 1865 году Аннаев женится во второй раз, его женой стала Екатерина Павловна Бабкина, которая была дочерью нижегородского помещика. В их браке родилось 6 детей.

## Галерея

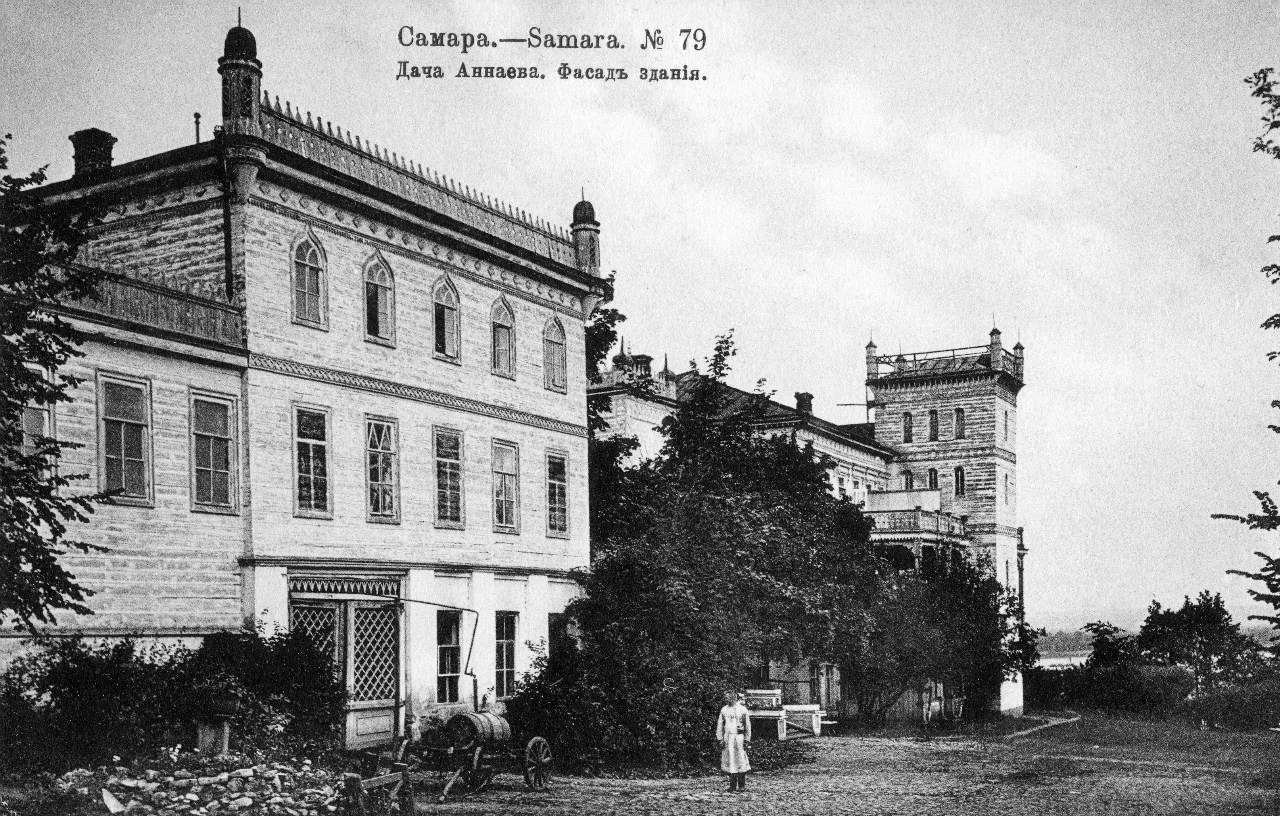
Дача Аннаева.
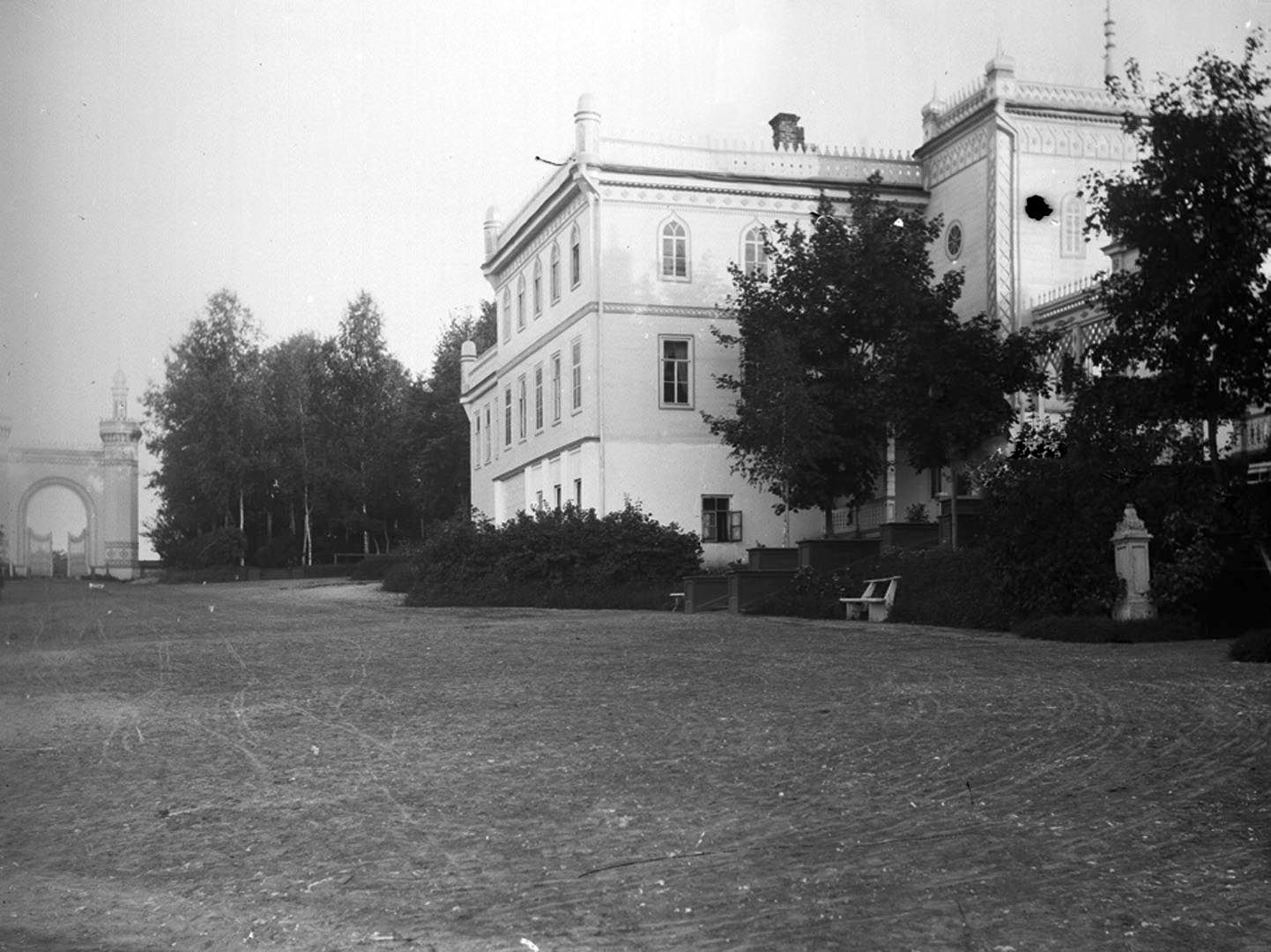
Дача Аннаева.
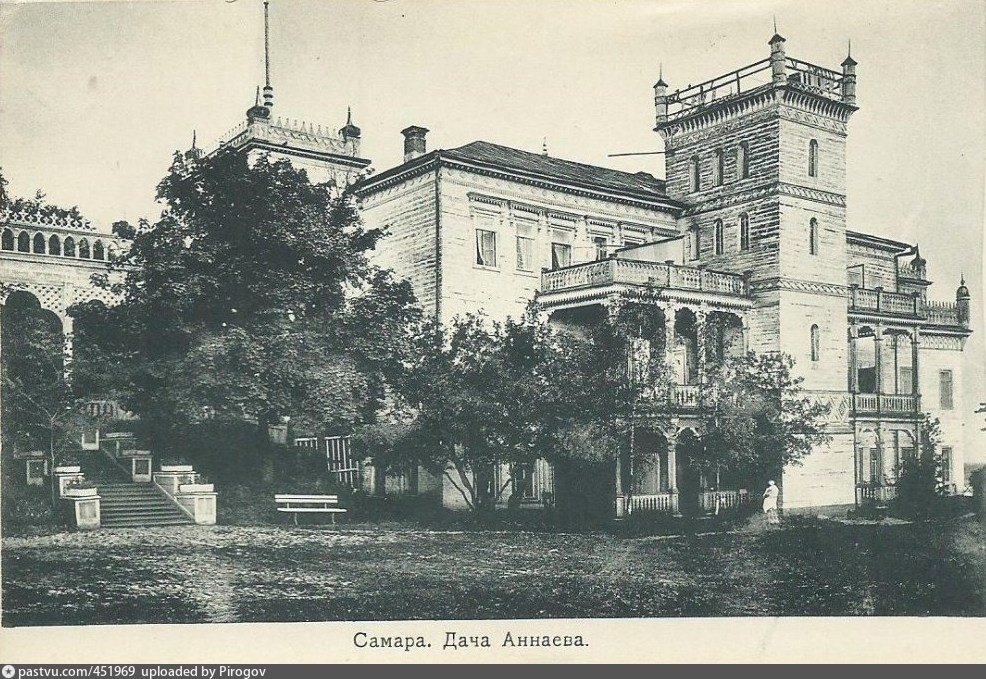
Дача Аннаева.
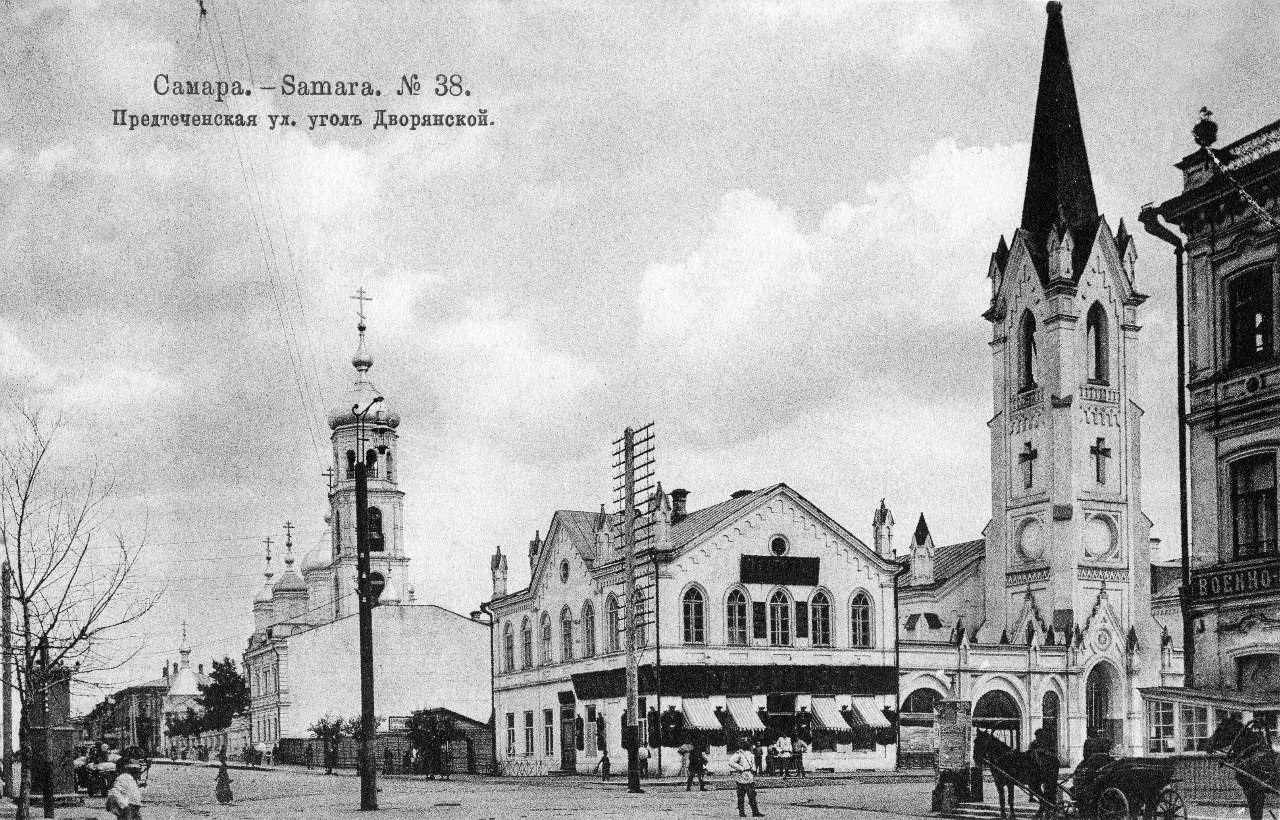
Перекресток Предтеченской и Дворянской улиц.
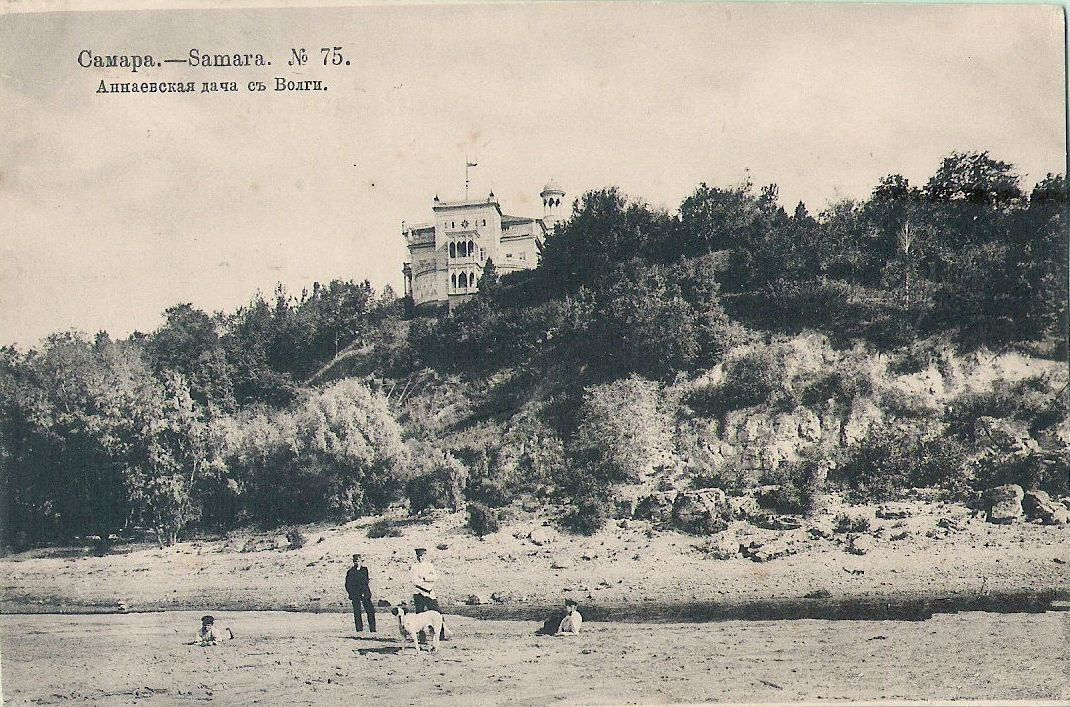
Аннаевская дача с Волги.
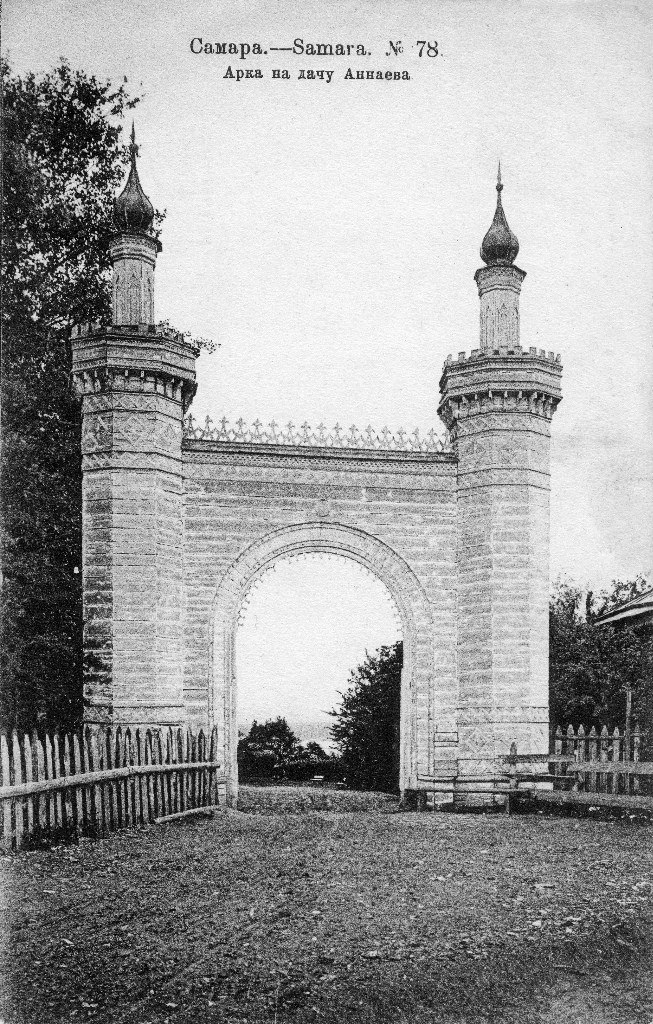
Арка на дачу Ананьева.
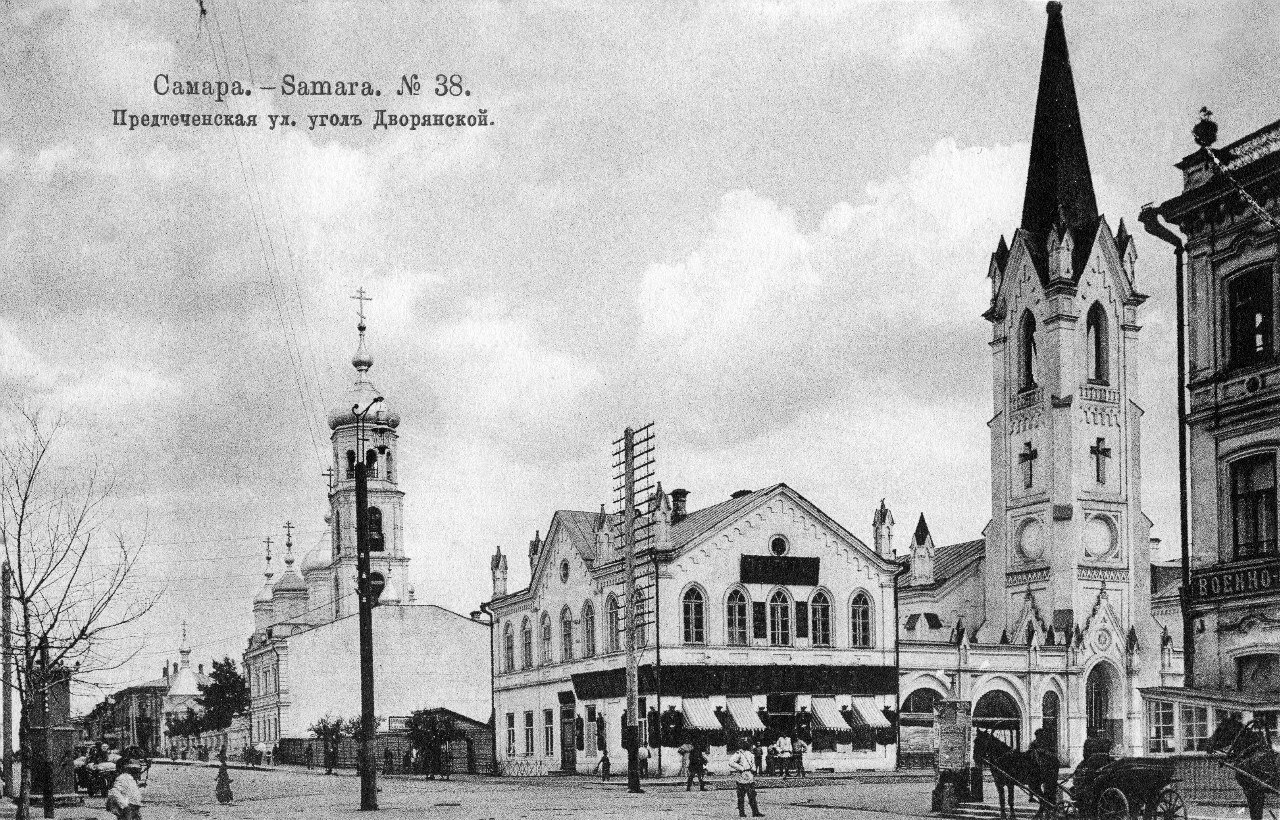
Предчестенская улица.
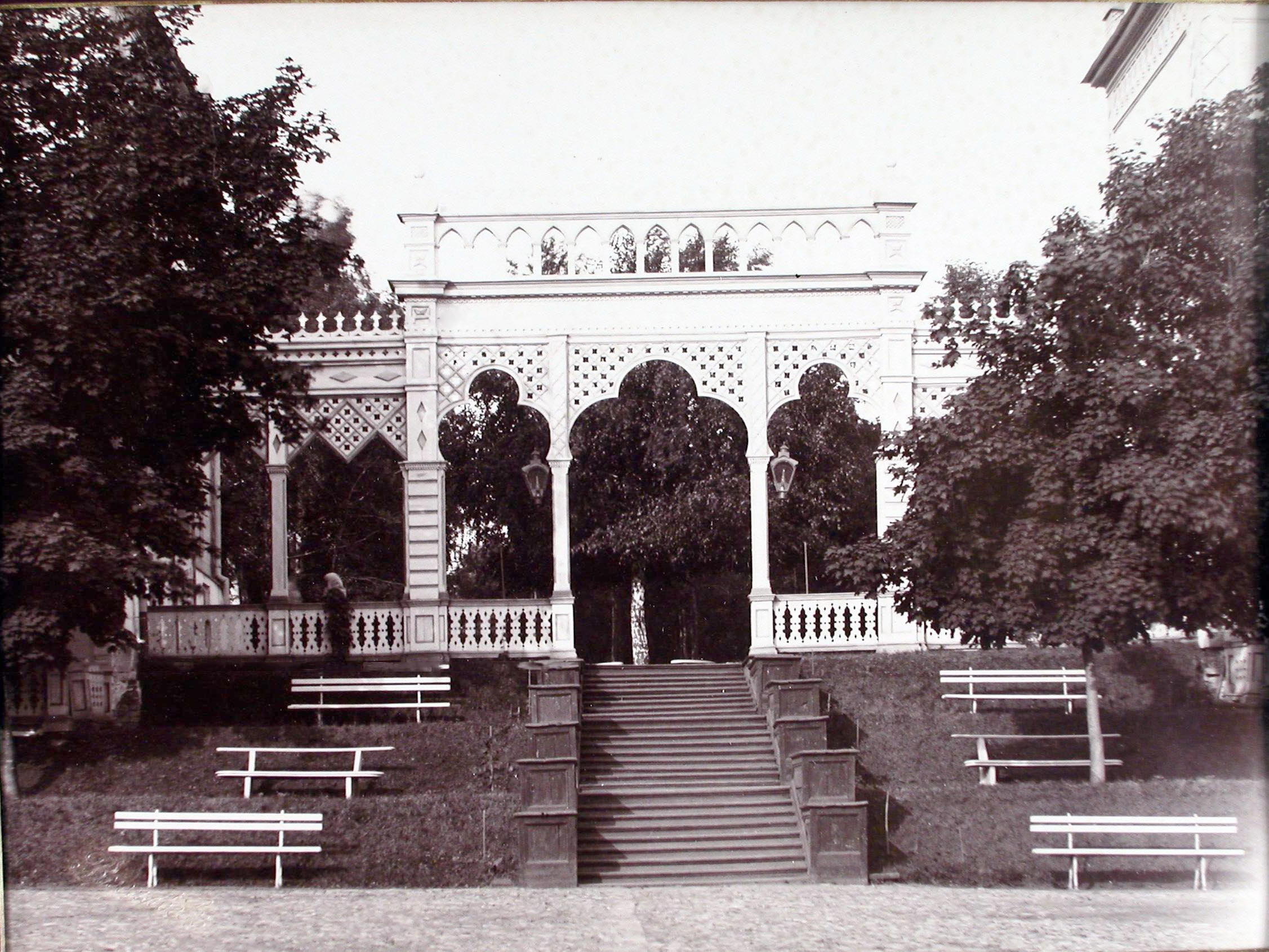
Главный вход в кумысное лечебное заведение Аннаево.
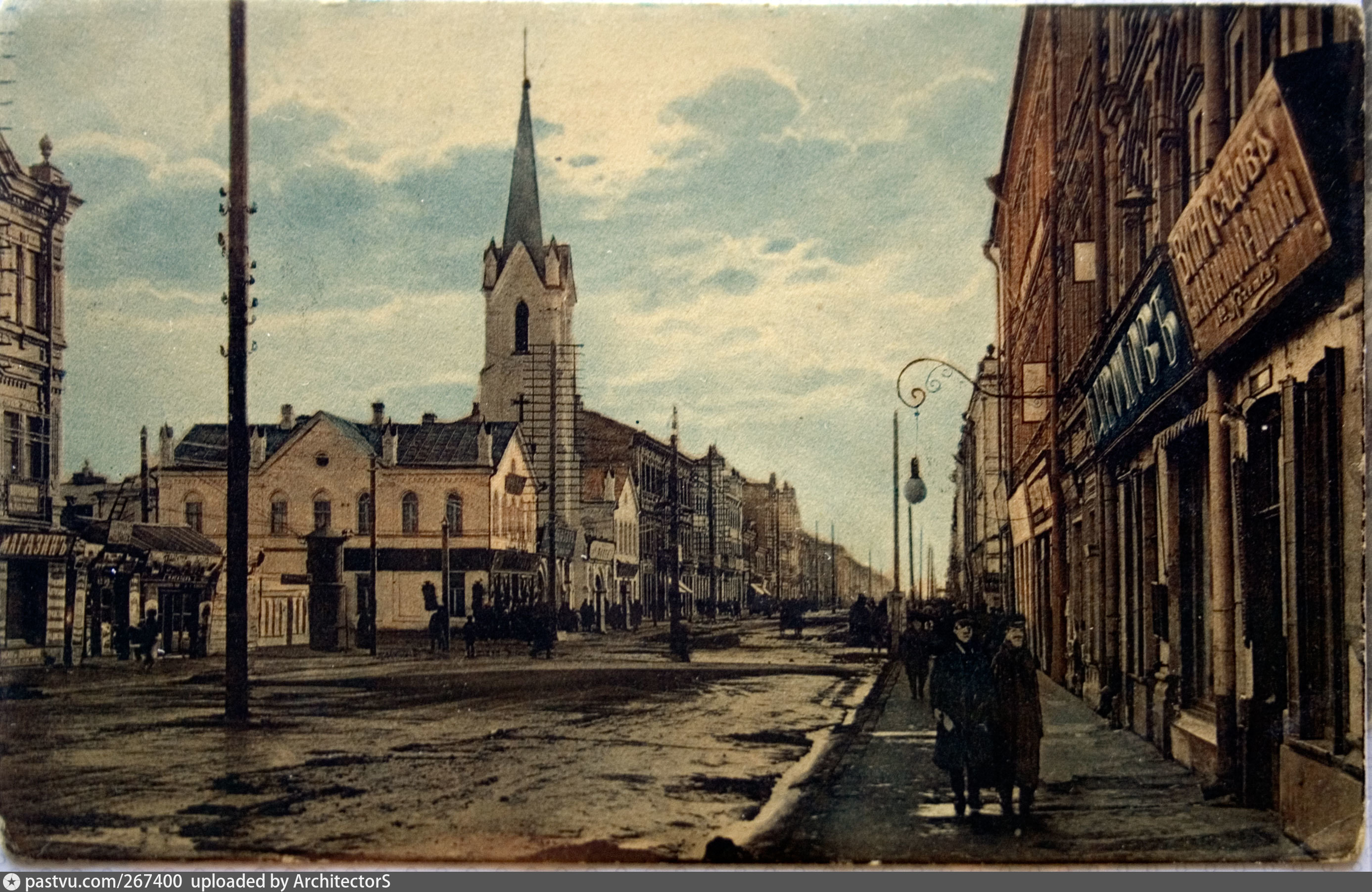
Дворянская улица у церкви св. Георга.
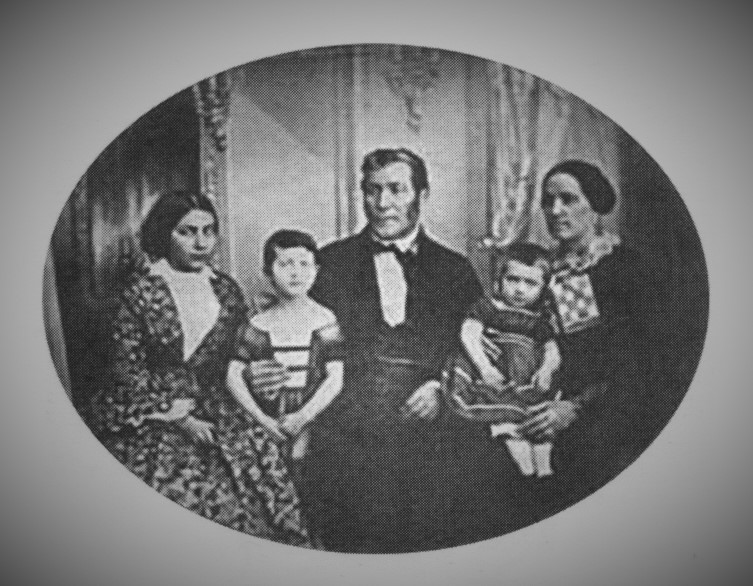
Иван Макке с женой Марией Осиповной (1860-е гг.).